# Hiphouse
Hiphouse is een substroming van de house, die zich tussen house (voor het ritme en de kick) en hiphop (voor de raps en de hiphop beat) bevindt. Algemeen wordt hiphouse gezien als de voorloper van de commerciële dance, ook Eurodance genoemd. Tyree Cooper was degene die het in 1985 introduceerde, toen noemde hij het nog Raphouse. Toen het populair begon te worden in 1987 werd het al snel omgedoopt in Hiphouse.
Hiphouse is vooral in eind jaren tachtig en begin jaren negentig populair. Bekende Artiesten zijn Tyree Cooper met onder andere 'Turn up the bass', Fast Eddie met onder andere 'Yo yo get funky', Jungle Brothers met onder andere 'I'll house you', The Wee Papa Girl Rappers met onder andere Heat it up en Wee Rule, White Knight, D-Mob, Tony Scott, Mr. Lee (Get Busy), Doug Lazy, Rob Base and DJ E-Z Rock, 2 in a Room, zelfs pioniers als Tommy Musto & Frankie Bones (Dangerous on the Dancefloor). 
Ook in Europa poppen er artiesten op. In Nederland is Tony Scott succesvol, in Zweden Rob 'n' Raz, in Oostenrijk de Bingoboys en in Duitsland B.G. the Prince of Rap. Ook Eurodanceacts als Technotronic, Twenty 4 Seven, en Snap! halen veel inspiratie uit de hiphouse.
Bekendste label is het DJ International (onder andere Tyree Cooper en Fast Eddy brachten hun platen uit op dit label), dat niet meer bestaat.